# Circuito Mundial de Voleibol de Praia de 2001
O Circuito Mundial de Voleibol de Praia de 2001 foi uma série de competições internacionais de vôlei de praia organizadas pela Federação Internacional de Voleibol (FIVB). Para a edição 2001, o Circuito incluiu 9 torneios Open para ambos os naipes, 1 torneio de Grand Slam para ambos os gêneros, além da edição do Campeonato Mundial para ambas variantes, fez parte do circuito a edição dos Jogos da Boa Vontade (Goodwill Games) para os dois naipes.

## Calendário

### Feminino
| Torneio                                                                                           | Ouro                                          | Prata                                         | Bronze                                          | Quarto lugar                                  |
| Aberto de Macau Macau De 4 a 8 de abril de 2001                                                   | AustráliaKerri Pottharst · Natalie Cook       | BrasilAdriana Behar · Shelda Bedê             | Estados UnidosHolly McPeak · Misty May-Treanor  | Estados UnidosElaine Youngs · Barbra Fontana  |
| Aberto de Cagliari Cagliari, Itália De 13 a 17 de junho de 2001                                   | Estados UnidosElaine Youngs · Barbra Fontana  | AustráliaKerri Pottharst · Natalie Cook       | BrasilAdriana Behar · Shelda Bedê               | BrasilSandra Pires · Tatiana Minello          |
| Aberto de Gstaad Gstaad, Suíça De 19 a 23 de junho de 2001                                        | BrasilAdriana Behar · Shelda Bedê             | Estados UnidosElaine Youngs · Barbra Fontana  | Estados UnidosKerri Walsh · Misty May-Treanor   | BrasilSandra Pires · Tatiana Minello          |
| Aberto de Gran Canaria Gran Canaria, Espanha De 4 a 8 de julho de 2001                            | BrasilAdriana Behar · Shelda Bedê             | Estados UnidosElaine Youngs · Barbra Fontana  | BrasilSandra Pires · Tatiana Minello            | ChéquiaSoňa Nováková · Eva Celbová            |
| Grand Slam de Marseille Marseille, França De 16 a 22 de julho de 2001                             | Estados UnidosElaine Youngs · Barbra Fontana  | BrasilAdriana Behar · Shelda Bedê             | Estados UnidosHolly McPeak · Lisa Arce          | AustráliaKerri Pottharst · Natalie Cook       |
| Aberto de Espinho Espinho, Portugal De 24 a 28 de julho de 2001                                   | Estados UnidosKerri Walsh · Misty May-Treanor | BrasilAdriana Behar · Shelda Bedê             | Estados UnidosElaine Youngs · Barbra Fontana    | AustráliaKerri Pottharst · Natalie Cook       |
| Campeonato Mundial Klagenfurt, Áustria De 1 a 4 de agosto de 2001                                 | BrasilAdriana Behar · Shelda Bedê             | BrasilSandra Pires · Tatiana Minello          | ChéquiaSoňa Nováková · Eva Celbová              | Estados UnidosElaine Youngs · Barbra Fontana  |
| Aberto de Osaka Osaka, Japão De 8 a 12 de agosto de 2001                                          | BrasilAdriana Behar · Shelda Bedê             | Estados UnidosKerri Walsh · Misty May-Treanor | Estados UnidosElaine Youngs · Barbra Fontana    | AustráliaKerri Pottharst · Natalie Cook       |
| Aberto de Maoming Maoming, China De 15 a 19 de agosto de 2001                                     | BrasilAdriana Behar · Shelda Bedê             | BrasilSandra Pires · Tatiana Minello          | AustráliaKerri Pottharst · Natalie Cook         | ChinaZi Xiong · Rong Chi                      |
| Aberto de Hong Kong Hong Kong De 22 a 26 de agosto de 2001                                        | BrasilAdriana Behar · Shelda Bedê             | Estados UnidosKerri Walsh · Misty May-Treanor | ItáliaLucilla Perrotta · Daniela Gattelli       | BrasilSandra Pires · Tatiana Minello          |
| Aberto de Fortaleza Fortaleza De 30 de outubro a 4 de novembro de 2001                            | BrasilAdriana Behar · Shelda Bedê             | Estados UnidosKerri Walsh · Holly McPeak      | Estados UnidosLiz Masakayan · Dianne DeNecochea | Países BaixosMarrit Leenstra · Rebekka Kadijk |
| Jogos da Boa Vontade (Goodwill Games) Brisbane, Austrália De 29 de agosto a 4 de setembro de 2001 | BrasilSandra Pires · Tatiana Minello          | BrasilAdriana Behar · Shelda Bedê             | Estados UnidosElaine Youngs · Barbra Fontana    | AustráliaKerri Pottharst · Natalie Cook       |

### Masculino
| Torneio                                                                                           | Ouro                                      | Prata                                     | Bronze                                     | Quarto lugar                                   |
| Aberto de Tenerife Tenerife, Espanha De 13 a 17 de junho de 2001                                  | BrasilEmanuel Rego · Tande                | Suíça Martin Laciga · Paul Laciga         | ArgentinaMariano Baracetti · Martín Conde  | CanadáJohn Child · Mark Heese                  |
| Aberto de Gstaad Gstaad, Suíça De 20 a 24 de junho de 2001                                        | Estados UnidosKevin Wong · Stein Metzger  | Suíça Martin Laciga · Paul Laciga         | BrasilEmanuel Rego · Tande                 | BrasilRicardo Alex Santos · José Loiola        |
| Aberto de Berlim Berlim, Alemanha De 27 de junho a 1 de julho de 2001                             | AustráliaLee Zahner · Julien Prosser      | Suíça Martin Laciga · Paul Laciga         | BrasilEmanuel Rego · Tande                 | Suíça Stefan Kobel · Patrick Heuscher          |
| Aberto de Stavanger Stavanger, Noruega De 4 a 8 de julho de 2001                                  | BrasilEmanuel Rego · Tande                | Suíça Martin Laciga · Paul Laciga         | BrasilZé Marco · Rogério "Pará"            | CanadáJohn Child · Mark Heese                  |
| Aberto de Lignano Lignano, Itália De 11 a 15 de julho de 2001                                     | ArgentinaMariano Baracetti · Martín Conde | BrasilRicardo Alex Santos · José Loiola   | BrasilEmanuel Rego · Tande                 | Estados UnidosKevin Wong · Stein Metzger       |
| Grand Slam de Marseille Marseille, França De 17 a 22 de julho de 2001                             | ArgentinaMariano Baracetti · Martín Conde | BrasilEmanuel Rego · Tande                | Estados UnidosKevin Wong · Stein Metzger   | Estados UnidosDain Blanton · Eric Fonoimoana   |
| Aberto de Espinho Espinho, Portugal De 25 a 29 de julho de 2001                                   | BrasilRicardo Alex Santos · José Loiola   | Suíça Martin Laciga · Paul Laciga         | BrasilEmanuel Rego · Tande                 | CanadáConrad Leinemann · Jody Holden           |
| Campeonato Mundial Klagenfurt, Áustria De 1 a 5 de agosto de 2001                                 | ArgentinaMariano Baracetti · Martín Conde | BrasilRicardo Alex Santos · José Loiola   | NoruegaJørre Kjemperud · Vegard Høidalen   | Estados UnidosChristian McCaw · Robert Heidger |
| Aberto de Ostende Ostende, Bélgica De 8 a 12 de agosto de 2001                                    | BrasilEmanuel Rego · Tande                | BrasilRicardo Alex Santos · José Loiola   | Suíça Martin Laciga · Paul Laciga          | ArgentinaMariano Baracetti · Martín Conde      |
| Aberto de Mallorca Mallorca, Espanha De 12 a 16 de setembro de 2001                               | BrasilEmanuel Rego · Tande                | ArgentinaMariano Baracetti · Martín Conde | BrasilRoberto Lopes da Costa · Franco Neto | RússiaSergey Ermishin · Mikhail Kouchnerev     |
| Aberto de Vitória Vitória, Brasil De 27 de novembro a 2 de dezembro de 2001                       | BrasilEmanuel Rego · Tande                | BrasilRicardo Alex Santos · José Loiola   | Suíça Martin Laciga · Paul Laciga          | BrasilMurilo Toscano · Thomas Klepper          |
| Jogos da Boa Vontade (Goodwill Games) Brisbane, Austrália De 29 de agosto a 4 de setembro de 2001 | BrasilRicardo Alex Santos · José Loiola   | ArgentinaMariano Baracetti · Martín Conde | Estados UnidosKevin Wong · Stein Metzger   | Estados UnidosDain Blanton · Eric Fonoimoana   |

## Quadro de medalhas
| Ordem | País           | Medalha de ouro | Medalha de prata | Medalha de bronze | Total |
| ----- | -------------- | --------------- | ---------------- | ----------------- | ----- |
| 1.    | Brasil         | 15              | 11               | 8                 | 34    |
| 2.    | Estados Unidos | 4               | 5                | 9                 | 18    |
| 3.    | Argentina      | 3               | 2                | 1                 | 6     |
| 4.    | Austrália      | 2               | 1                | 1                 | 4     |
| 5.    | Suíça          | 0               | 5                | 2                 | 7     |
| 6.    | Chéquia        | 0               | 0                | 1                 | 1     |
| 7.    | Itália         | 0               | 0                | 1                 | 1     |
| 7.    | Noruega        | 0               | 0                | 1                 | 1     |